# Tellurure de sodium
Le tellurure de sodium, dont la formule chimique est Na2Te (Na = sodium et Te = tellure) et le numéro CAS 12034-41-2, est un composé difficile à manipuler car il est très sensible à l'air.